# Kanton Parthenay
Kanton Parthenay (fr. Canton de Parthenay) je francouzský kanton v departementu Deux-Sèvres v regionu Poitou-Charentes. Skládá se z 11 obcí.

## Obce kantonu
- Adilly
- Amailloux
- La Chapelle-Bertrand
- Châtillon-sur-Thouet
- Fénery
- Lageon
- Parthenay
- Pompaire
- Saint-Germain-de-Longue-Chaume
- Le Tallud
- Viennay